# 长序变豆菜
长序变豆菜（学名：Sanicula elongata）是伞形科变豆菜属的植物，是中国的特有植物。分布在中国大陆的甘肃、陕西等地，生长于海拔2,350米至2,450米的地区，一般生于山沟林下，目前尚未由人工引种栽培。
其种加词“elongata”意为“长的”。